# Ференц Пушкаш
Ференц Пушкаш (мађ. Puskás Ferenc; Будимпешта, 2. април 1927 — Будимпешта, 17. новембар 2006), рођен као Ференц Пурцелд, био је мађарски фудбалер и фудбалски тренер. Одиграо је 85 мечева за мађарску фудбалску репрезентацију и постигао 84 гола. Играо је за клубове ФК Хонвед и Реал Мадрид. Данас се сматра једним од најбољих фудбалера свих времена.

## Играчка каријера

### У Мађарској
Пушкаш је своју каријеру почео у клубу Кишпешт где је радио његов отац као тренер јуниора. Године 1949, клуб је преузет од стране министарства одбране и постаје клуб мађарске армије. У то време у клубу су играчима давани надимци по узору на војне чинове и Пушкаш је тако постао Галопирајући Мајор. За време своје каријере у Хонведу Ференц Пушкаш је помогао у освајању пет титула државног првака. За то време је четири пута био најбољи стрелац лиге и једном најбољи стрелац у рангу свих европских лига.
Пушкаш је дебитовао за национални тим 20. августа 1945. у победи над Аустријом 5 - 2 и том приликом се уписао у стрелце. Остаће запамћено да је у каријери три пута постигао хет-трик, два против Аустрије и један против Луксембурга, дао је и четири гола против Албаније у победи од 12-0. Мађари предвођени Пушкашом су били први тим са континенталне Европе који је Енглеску победио на њиховом терену. То је било на стадиону Вембли, а резултат је на крају био 3-6.
На светском првенству 1954. Мађарска је заузела друго место изгубивши од Западне Немачке са резултатом 3:2.
Задњу утакмицу за репрезентацију Мађарске је одиграо 14. октобра 1956. у Бечу, такође против Аустрије. Мађарска је и у овој утакмици победила, овај пут са 2:0, и Пушкаш је опет постигао гол.

### У Шпанији
Након избијања револуције Ференц Пушкаш одлази у Шпанију где игра кратко време за ФК Еспањол, али убрзо од фудбалских званичника добија забрану играња у трајању од две године. У то време се сели најпре у Аустрију па потом и у Италију. Фудбалски клубови Милан и Интер покушавају да га доведу у своје редове. Коначно 1958. потписује за Реал Мадрид у својој 31 години.
Пушкаш је био веома успешан и у Реалу. У шпанској лиги је у свакој од првих шест сезона дао 20 и више голова. У Купу шампиона је постигао 35 голова у 39 утакмица. Године 1960, Реал је освојио такмичење победивши Ајнтрахт из Франкфурта са 7- 3 а Пушкаш је дао 4 гола.
За време боравка у Реалу саиграч у нападу му је био Алфредо Ди Стефано.
За репрезентацију Шпанији одиграо је четири утакмице на Светском првенству 1962. али није постигао ни један гол.

## Тренерска каријера
Након што се повукао као играч, Пушкаш је постао тренер и водио тимове у Европи, Северној Америци, Јужној Америци, Африци, Азији и Аустралији.
Године 1971. водио је Панатинаикос из Грчке до финала Европског купа, јединог пута када је грчки клуб до сада стигао до европског финала. У квалификацијама су у четвртфиналу головима у гостима победили Евертон, а затим у полуфиналу савладали Црвену звезду из Београда. У финалу је Панатинаикос изгубио 2-0 од Ајакса Јохана Кројфа. Током свог четворогодишњег мандата у Панатинаикосу, Пускаш је помогао тиму да дође до финала првенства Грчке 1972. Међутим, са изузетком свог времена у Панатинаикосу, Пушкаш није успео да свој успех као играча пренесе у своју тренерску каријеру. Упркос великим путовањима, његов једини други успех постигао је са Јужном Мелбурном Хеласом, са којом је освојио титулу у Националној фудбалској лиги 1991. године, као и НСЛ куп 1990. и две титуле у Докерти купу 1989. и 1991. Док је водио аустралијски клуб, један од његових играча био је будући менаџер Аустралије и Селтика Ангелоса Постекоглоуа, који је говорио о утицају Пушкашовог нападачког приступа на његов стил тренера.
Када је ФК Вулверхемптон вондерерси отворио свој реновирани стадион Молинеук 1993. године, Пушкаш је посетио новоотворени стадион као почасни гост, где је гледао пријатељску утакмицу између Вулвса и Будимпештанског Хонведа, која је била утакмица за крштење новог отварања стадиона. То је било зато што су 1950-их, Вукови играли утакмицу против Хонведа у незаборавној пријатељској утакмици, у којој је Пушкаш играо. Вукови су победили у мечу 1954. са 3–2, док је меч 1993. завршио нерешеним резултатом 1–1.
Пушкаш се први пут вратио у Мађарску 1981. године, а 1990. поново је учинио Будимпешту својим домом. Године 1993. преузео је репрезентацију Мађарске у четири утакмице, укључујући и пријатељску победу од 4-2 против Републике Ирске у Даблину, где је Мађарска са два гола наниже дошла да би на крају победила своје противнике.

## Стил игре
Пушкаш је имао невероватну контролу лопте, углавном је контролисао лопту левом ногом, и био је одличан у прихватању лопте. Веома брзо и прецизно је додавао и убацивао. Такође је био у стању да маневрише и брзо мења позиције на терену, брзо се крећући од унутрашње стране лево ка центру напред. Такође је био у стању да завара своје противнике лажним дриблингом. Пушкаш је такође користио да помера лопту у различитим правцима и бочно са лоптом у ногама да би са лакоћом прошао поред својих противника остављајући своје маркере да се боре са ваздухом, посебно када је вукао лопту назад поред Билија Рајта и постигао погодак у победи од 6–3 за Мађарску против Енглеске и против Италије 1953. године, када је Пушкаш додирнуо лопту напред, оставивши италијанског играча Пјетра Гроса који се такође борио против гола и постигао погодак у победи Мађарске од 3:0. Пушкаш је често постигао слободне ударце снажним директним ударцем. Он је такође погодио директно из корнера. Пушкаш је имао један од најснажнијих удараца са леве стране у историји и често је погађао са 30–35 метара од гола.

## Каснији живот
Ференц Пушкаш се враћа у Мађарску 1993. У његовој земљи га проглашавају најбољим фудбалером последњих 50 година. Највећи мађарски стадион раније познат као Стадион грађана (мађ. Népstadion), добија његово име 2002.
Неколико играних и документарних филмова снимљено је о његовом животу.
Пушкашу је дијагностификована Алцхајмерова болест 2000. Примљен је у болницу у Будимпешти у септембру 2006. и преминуо је 17. новембра 2006. од упале плућа . Имао је 79 година и оставиле су га супруга Ержебет, стара 57 година, и њихова ћерка Анико. На државној сахрани, његов ковчег је премештен са стадиона Пушкаш Ференц на Трг хероја ради војног поздрава. Сахрањен је под куполом базилике Светог Стефана у Будимпешти 9. децембра 2006. године.

## Статистика
| Мађарска  | Мађарска     | Мађарска   | Шпанија     | Шпанија      | Шпанија     |
| --------- | ------------ | ---------- | ----------- | ------------ | ----------- |
| ФК Хонвед | ФК Хонвед    | ФК Хонвед  | Реал Мадрид | Реал Мадрид  | Реал Мадрид |
| Године    | Године       | Године     | Године      | Године       | Године      |
| 1943-1944 | 17 утакмица  | 8 голова   | 1958-1959   | 24 утакмице  | 21 гол      |
| 1944      | 5 утакмица   | 4 гола     | 1959-1960   | 24 утакмице  | 28 голова   |
| 1945      | 22 утакмица  | 13 голова  | 1960-1961   | 28 утакмица  | 27 голова   |
| 1945-1946 | 36 утакмица  | 35 голова  | 1961-1962   | 23 утакмице  | 20 голова   |
| 1946-1947 | 30 утакмица  | 32 гола    | 1962-1963   | 30 утакмица  | 26 голова   |
| 1947-1948 | 32 утакмице  | 50 голова  | 1963-1964   | 24 утакмице  | 20 голова   |
| 1948-1949 | 30 утакмица  | 46 голова  | 1964-1965   | 18 утакмица  | 11 голова   |
| 1949-1950 | 30 утакмица  | 31 гол     | 1965-1966   | 8 утакмица   | 4 гола      |
| 1950      | 15 утакмица  | 25 голова  |             |              |             |
| 1951      | 21 утакмицу  | 21 гол     |             |              |             |
| 1952      | 26 утакмица  | 22 гола    |             |              |             |
| 1953      | 26 утакмица  | 27 голова  |             |              |             |
| 1954      | 20 утакмица  | 21 гол     |             |              |             |
| 1955      | 26 утакмица  | 18 голова  |             |              |             |
| 1956      | 13 утакмица  | 5 голова   |             |              |             |
| 1943–1956 | 349 утакмица | 358 голова | 1958–1967   | 179 утакмица | 159 голова  |